# Лондон — Суррей Классик 2011
1-й выпуск Лондон — Суррей Классик — шоссейной однодневной велогонки в окрестностях столицы Великобритании Лондона. Гонка состоялась 14 августа 2011 года. Победу одержал великобританский велогонщик Марк Кавендиш.

## Участники
В гонке, которая представляла предолимпийский старт на трассе предстоящих игр, приняло участие 19 национальных сборных составленных из ведущих гонщиков своих стран (потенциальных участников будущих ОИ) и 10 профессиональных команд. Всего на старт вышло 138 спортсменов.

### Российские участники
Сергей Помошников — 23-е место (+ 0:42), Евгений Бахин — 25-е место (+ 0:42), Роман Кольцов — 94-е место (+ 6:05), Виктор Судейкин — 100-е место (+ 6:05), Алексей Великанов — не финишировал.

## Ход гонки
Участники отрыва дня, в составе Кристиана Хауса, Лиама Холоэна, Тома Мюррея и Клеберсона Вебера, имели преимущество в 3 минуты, когда стартовали с Ричмонд-парка. Однако после 50-километровой отметки их преимущество достигло 6:32. После такого отрыва, когда четыре гонщика сбежали буквально на старте, именно сборная Англии начала преследование, как только преимущество превысило шестиминутную отметку.
На финишной прямой Кавендиш, идеально использовал свое преимущество. Даунинг, а затем Хант помогли ему преодолеть последние несколько сотен метров в идеальной позиции, и он совершил мощный спринт, обогнав Сашу Модоло и Сэмюэля Дюмулена.

## Результаты
| Генеральная классификация | Генеральная классификация | Генеральная классификация    | Генеральная классификация |
|                           | Гонщик                    | Команда                      | Время                     |
| ------------------------- | ------------------------- | ---------------------------- | ------------------------- |
| 1-й                       | Марк Кавендиш             | Великобритания               | 3ч 18' 11"                |
| 2-й                       | Саша Модоло               | Италия                       | + 0"                      |
| 3-й                       | Самуэль Дюмулен           | Франция                      | + 0"                      |
| 4-й                       | Стюарт О'Грэйди           | Австралия                    | + 0"                      |
| 5-й                       | Михал Голась              | Польша                       | + 0"                      |
| 6-й                       | Борут Божич               | Словения                     | + 0"                      |
| 7-й                       | Александер Кристофф       | Норвегия                     | + 0"                      |
| 8-й                       | Мэттью Госс               | Австралия                    | + 0"                      |
| 9-й                       | Иэн Бибби                 | Motorpoint - Marshalls Pasta | + 0"                      |
| 10-й                      | Эндрю Теннант             | Rapha Condor Sharp           | + 0"                      |